# Malé Bystré pleso
Malé Bystré pleso je jezero ve skupině Bystrých ples v Bystré dolině v Západních Tatrách na Slovensku. Má rozlohu 0,0205 ha. Dosahuje maximální hloubky 0,8 m a objemu 66 m³. Leží v nadmořské výšce 1878 m.

## Okolí
Nachází se v horním kotli Bystré doliny u úpatí nejvyšší hory Západních Tater Bystré. Ve stejném kotli na západ od něj se nacházejí Veľké a na jih Dlhé Bystré pleso.

## Vodní režim
Pleso nemá povrchový přítok ani odtok. Náleží k povodí Váhu.

## Přístup
Pleso není veřejnosti přístupné.